# 韓爾禮

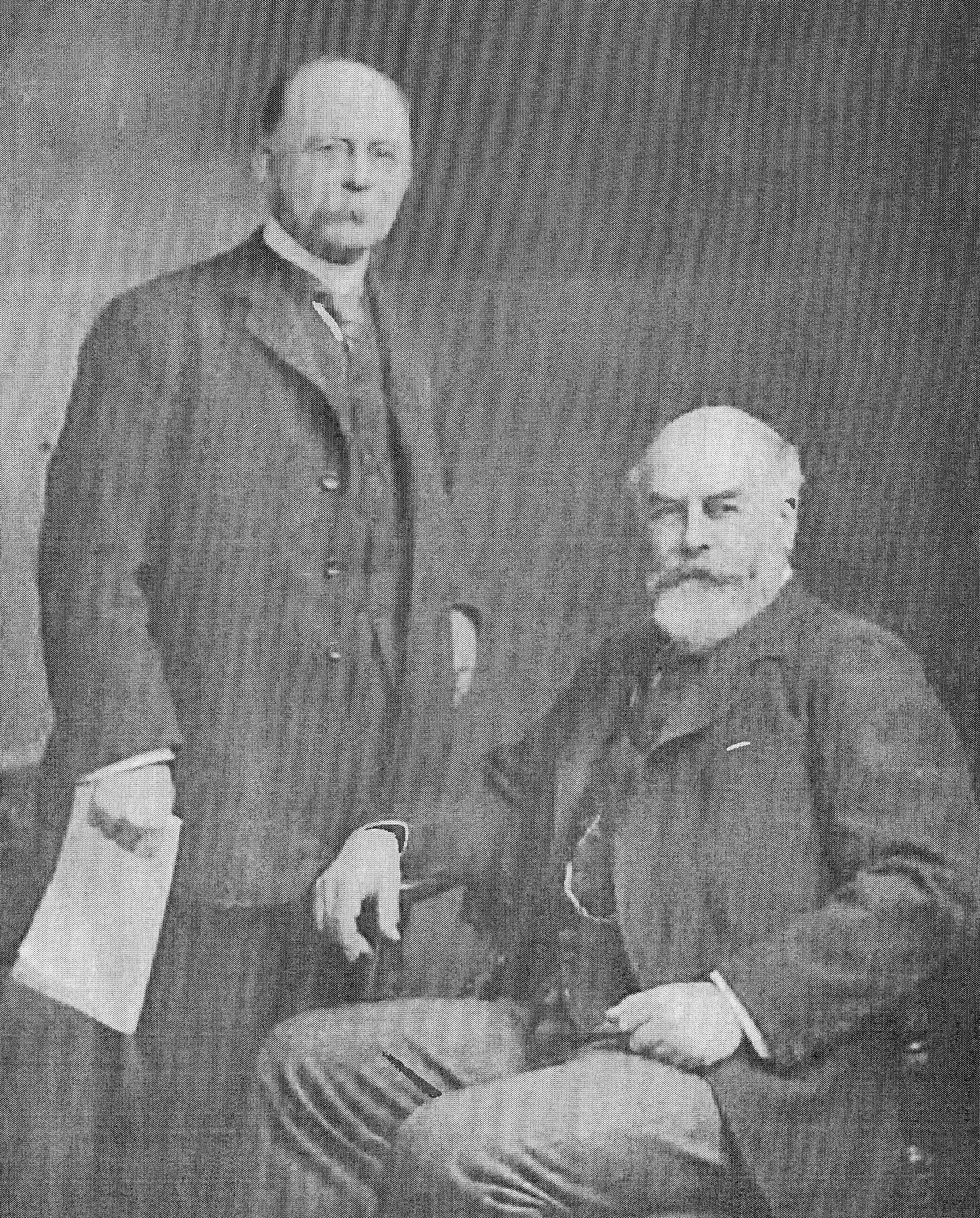
韓爾禮（左）與亨利·約翰·艾域士 (Henry John Elwes)，二人共同主編了七卷的《大不列顛與愛爾蘭樹木誌》。

韓爾禮（或作亨利·奧古斯丁、奧古斯汀·亨利，Augustine Henry, M.A., F.L.S.，1857年7月2日—1930年3月23日），是愛爾蘭籍的植物學者與漢學家。曾擔任大清皇家海關税務司的醫官，其大量的採集使其成為早期中國植物相的先驅。
1930年以前，他已享譽國際，為比利時、捷克斯洛伐克、芬蘭、法國、波蘭的學會會員。1929年，北京植物學會（Botanical Institute of Peking）贈送《中國植物圖譜》（Icones plantarum Sinicarum）第二卷給他，這是一部收集中國植物的圖鑑。

## 生平
韓爾禮在1857年7月2日，出生於英國蘇格蘭東部的鄧迪。父親伯納·亨利（Bernard Henry），母親為瑪麗·亨利（Mary Henry，娘家姓 MacNamee），兩人在伯納至鄧迪訪問其嫁至鄧迪的姊妹時結識，稍後結婚並生下最初命名為Austin的韓爾禮。在韓爾禮出生不久之後，亨利一家便遷回北愛爾蘭中西部蒂龍郡庫克斯城 （Cookstown）定居，伯納在鎮上經營雜貨店，並從事亞麻的買賣。

### 求學階段
他在庫克斯城學院（Cookstown Academy）接受教育，稍後進入戈爾韋皇后學院（Queens College, Galway，現為（愛爾蘭共和國）戈爾韋愛爾蘭國立大學），然後分別1877年、1878年於貝爾法斯特皇后學院（Queens College, Belfast，現為北愛爾蘭貝爾法斯特皇后大學）習醫，取得BA及MA學位。
1879年他將研究移至愛丁堡大学並成為醫生（MD）。當時，他與赫德爵士（Sir Robert Hart）有往來，後者鼔勵韓爾禮參加位於中國上海的大清皇家海關税務司（Imperial Customs Service）。

### 中國皇家海關階段
韓爾禮1881年進入位於上海的大清皇家海關擔任助理醫官與關稅助理。
1882年，他被派往湖北省的宜昌，被賦與中藥植物的搜集。自此他發展出對植物學的喜好，及日後投身於此道之研究。他亦曾在湖北, 四川, 思茅（雲南）, 蒙自（雲南），以及臺灣服務過。
之後，韓爾禮研習法律，並成為中殿律師學院的會員。韓爾禮在前往中國之前便已研習過中文，並且達到精通中文的程度。
韓爾禮於1902年九月自大清皇家海關以二等一級幫辦（Second Assistant, A）職位退休。

### 林學學者
當韓爾禮在宜昌與中國其他地方收集了大量的植物標本，包括種子，其中許多是當時的新種，在稍後才被研究命名。1888年，他於皇家亞洲學會期刊出版了一份中國植物名錄，當時中國的植物相與動物相仍是不明。1896年之前，韓爾禮所採集的標本便已定出了25個新屬，共有500多種新種。他並贈給皇家植物園邱園15,000份標本，還包括種子及500份植物樣品，這些植物中有許多成為日後知名的庭園植物。
韓爾禮提供珙桐（Davidia involucrata）的資訊給當時的植物採集者威爾蓀。珙桐是中國的特有種，原生於湖北附近，最早由法國傳教士阿爾芒·戴维德神父發現。當韓爾禮回到歐洲，他花了點時間研究自己所引進至邱園的植物。
1900年，韓爾禮到法國南錫的國立林學校（École nationale du génie rural, des eaux et des forêts）研讀林學，稍後成為亨利·約翰·艾域士主編的七卷《大不列顛與愛爾蘭樹木誌》之共同作者。在這部書中，韓爾禮提出了特別的植物鑑定方法：根據植物的葉、木材等特徵之外，亦提供了芽的位置，即便沒有花果仍可鑑定出植物的種類。

### 都柏林階段
1907年，他亦協助建立劍橋大學的林學院（School of Forestry），並留到1913年。他擔任農業技術學系位於威克洛郡Avondale 林場的場長。
亨利1913年接手了皇家科學院林學講座（Royal College of Science, Dublin，稍後的都柏林大學），並協助成立國立林業處。

### 年表
- 1857年：7月2日出生於鄧迪。[6]
- 1877年：於貝爾法斯特皇后學院取得BA。[6]
- 1878年：於貝爾法斯特皇后學院取得MA。[6]
- 1881年：大清皇家海關擔任助理醫官。[6][9]
- 1882年：被派至湖北省宜昌，並被指定收集藥用植物的使命。[9]
- 1885年以後，投入個人閒餘時間於植物採集與研究。[6]
- 1891年：6月20日，與卡羅琳·歐里居（Caroline Orridge）結婚。[7]
- 1900年：回歐洲，以兩年的時間就讀於法國南錫的國立林學校。[6]
- 1903年-1913年：開始參與《大不列顛與愛爾蘭樹木誌》撰寫，成為亨利·約翰·艾域士的共同作者。1913年完成。[6]
- 1907年：取得劍橋大學新設的職位，協助劍橋大學成立林學院。在此他待了六年。在亨利·約翰·艾域士的協助之下，取得足夠的資金，成立林學講座。[6]
- 1908年：3月17日，與愛麗絲·伯藍頓（Alice Brunton）結婚。[7]
- 1913年，接受都柏林皇家科學院之邀約，擔任林學教授。[6]
- 1930年：去世。[6]

## 親人

### 雙親
韓爾禮的父親伯納·亨利（Bernard Henry）是德里郡人，在拜訪其嫁至鄧迪郡姊妹時，結識了當地女子瑪麗·麥那米（Mary MacNamee），二人結婚生下韓爾禮，之後不久便遷回北愛爾蘭蒂龍郡庫克斯城（Cookstown）定居。伯納·亨利在城裡經營雜貨店，同時也從事亞麻的買賣。

### 妻
韓爾禮曾有二次婚姻。首任妻子是倫敦珠寶商的女兒，卡羅琳·歐里居（Caroline Orridge）。第二任妻子是愛麗絲·伯藍頓（Alice Brunton），是英格蘭引領物理學界的理查·伯藍頓 （页面存档备份，存于）爵士的女兒。
卡羅琳·亨利與韓爾禮結婚於1891年6月20日，當時韓爾禮正休假回英。同年韓爾禮便回到中國繼續工作。
愛麗絲·亨利（Alice H. Henry）與韓爾禮於1908年的聖帕特里克節結婚。愛麗絲於韓爾禮去世時，將大約一萬份的私人的標本收藏，花費了八年整理，依照捐贈契約（Deed of Gift）捐給位於都柏林葛拉斯湼文的愛爾蘭國立植物園標本館，這批館藏便是後來稱作韓爾禮林學典藏標本（The Augustine Henry Forestry Herbarium）以紀念韓爾禮對愛爾蘭林學的貢獻。愛麗絲·亨利於1956年三月於都柏林去世。

## 作品Works
- The Trees of Great Britain and Ireland 1907-13, co-author H. J. Elwes. Private (subscription only) publication. Edinburgh.
- Notes on Economic Botanical of China, introduction by E. Charles Nelson, Boethus Press 1986 ISBN 0-86314-097-1
- Anthropological work on Lolos and non-Han Chinese of Western Yunnan
- 《中國經濟植物筆記》（Notes on Economic Botany of China. －－1893）
- 1896年《福爾摩沙植物名錄》A List of Plants from Formosa （页面存档备份，存于）。

## 評價及影響
- Walsh：「韓爾禮終其一生被認為是樹木的權威，其身後的令譽是他人難以取得的。」[13]
- 1935年，J. W. Besant便寫道：當今世界上溫帶地區的植物園被花木裝飾的財富，很大一部份是來自於已故的亨利教授作為先鋒的貢獻。[14]
- PlantExplorers.com[15]：「韓爾禮在中國『業餘』的採集及記錄，雖對於我們瞭解中國-喜馬拉雅植物相（Sino-Himalayan Flora）的貢獻難以估算，但其努力卻是深深影響了威爾蓀、喬治·福雷斯特、法蘭克·金敦-瓦德及許多稍後的植物探險家。」
- 吳永華：「總結清領時期西方人在台採集成果的偉大學者。」、「台灣植物地理學研究之嚆矢。」[16]

## 韓爾禮採集標本典藏處

### 韓爾禮林學典藏標本
韓爾禮於1930年去世時，仍持有大約一萬份的標本，後來捐贈給位於葛拉斯湼文的愛爾蘭國立植物園標本館，這批標本被稱為「韓爾禮林學典藏標本」（The Augustine Henry Forestry Herbarium）。這批標本由韓爾禮遺孀，愛麗絲·亨利，依照捐贈契約方式捐贈後，她及館方特別再整理製作目錄（catalogs），館方並於1957年，愛麗絲·亨利逝世隔年公布並為文紀念。

### 其他各時期標本館藏地
韓爾禮的採集收藏處：韓爾禮的採集地主要是中國及愛爾蘭。其標本除了主要送入邱植物園收藏，複份標本分別收藏多處：下列依採集地、年代略述，標本館代號括號為標本份數：
- 中國： A, B, BM, BRSL, CAL, DBN, E, F, FHO, G, GH, K, L, LE, MANCH, MO, NY, P (±3500), US, W.
- 中國宜昌、湖北、四川，1885-1888：B (2700), BRSL, CAL, K (5000), L, MANCH (1200).
- 中國雲南，1896-1899：A, B (3000), E, HK.
- 臺灣，1893-1894：A, B, E, K (2000), MANCH, MO, P, US.
- 海南，1889：A, B, K。
- 上列的標本館使用之代碼可參考：植物標本館、植物標本館列表，分別註記如下：
  - A：美國哈佛大學安諾樹木園標本館（Herbarium of the Arnold Arboretum），現為哈佛大學標本館群（GH）之一。
  - B：柏林植物園標本館（Botanischer Garten und Botanisches Museum Berlin-Dahlem, Zentraleinrichtung der Freien Universität Berlin）。
  - BM：大英自然史博物館（The Natural History Museum, LONDON）.
  - BRSL：波蘭弗羅茨瓦夫大學（Wroclaw University）植物標本館。
  - CAL：印度中部國立標本館（Central National Herbarium, India）
  - DBN：愛爾蘭國立植物園（National Botanic Gardens, Ireland. DUBLIN）標本館
  - E：愛丁堡皇家植物園（Royal Botanic Garden, Edinburgh）標本館。
  - F：費爾德自然史博物館（Field Museum of Natural History, U.S.A. Illinois. CHICAGO）
  - FHO：（University of Oxford）
  - G：日內瓦植物園（Conservatoire et Jardin botaniques de la Ville de Genève）
  - GH：哈佛大學標本館（群）（Harvard University）：此處特指阿薩·格雷標本館（Gray Herbarium）
  - HK：香港植物標本室（隸屬漁農自然護理署，Agriculture, Fisheries, and Conservation Department, Hong Kong）。
  - K：英國皇家植物園（邱園，Royal Botanic Gardens, Kew）標本館。
  - L：荷蘭國家植物標本館萊頓大學分館（Nationaal Herbarium Nederland, Leiden University branch）。
  - LE：俄羅斯科學院科馬洛夫植物研究所（V. L. Komarov Botanical Institute）
  - MANCH：曼徹斯特大學（University of Manchester）植物標本館。
  - MO：密蘇里植物園（Missouri Botanical Garden）標本館。
  - NY：紐約植物園（New York Botanical Garden）
  - P：法國國立自然史博物館（Muséum National d'Histoire Naturelle）標本館。
  - US：史密森尼學會（Smithsonian Institution）標本館。
  - W：維也納自然史博物館 （Naturhistorisches Museum Wien）

## 與韓爾禮相關的植物名稱

### 韓爾禮採集的新科植物
- 茶菱科（Trapellaceae Honda & Sakis.[17]）：依現在通行的分類系統，茶菱被置於茶菱屬、胡麻科，但有些分類學者以為，特別是角胡麻科被獨立成科時，它可以獨立為一科。[18]

### 韓爾禮採集的新屬植物、紀念韓爾禮的植物屬

#### Henrya、Neohenrya、Henryastrum
- Henrya Hemsl. non Nees, 1889年[19]（非尼斯發表之美洲植物）：赫姆斯利於1889年，以為尼斯發表的Henrya無效，故以此名發表蘿摩科新屬名，但現在已被歸併至娃兒藤屬。
  - 赫姆斯利於1889年發表Henrya屬時，指定的模式標本為存於邱園標本館的韓爾禮第4252號標本。[20]這份標本被給定新學名 Henrya augustiniana Hemsl.但在1911年被併入娃兒藤屬中（Tylophora augustiniana (Hemsl.) Craib）[21]。
- Neohenrya (Hemsl.) Hemsl.,1892年[22]：赫姆斯利接受美國學者的建議，故新擬了Neohenrya以取代與尼斯抵觸的學名Henrya。
- Henryastrum (Hemsl.) Happ，1937年[23]：G. B. Happ在當年似未注意到赫姆斯利已新擬Neohenrya以取代Henrya，故又擬了Henryastrum。[24]

### 紀念韓爾禮的台灣植物
由於韓爾禮當年的大量採集，後學為了紀念他，在學名中援以為紀念的學名極多，這些紀念韓爾禮的植物常會以其拉丁化的名或姓作為種小名，即 henryi 或 augustinei。
茲舉台灣植物為例（未完整，有些命名已被歸為異名，依屬名字母排序）：
- 臺灣鬼督郵（Ainsliaea latifolia (D. Don) Sch. Bip. subsp. henryi (Diels) H. Koyama），菊科
- 台灣魔芋（Amorphophallus henryi N. E. Br.，或稱作亨氏蒟蒻[25]、亨氏芋[25]。），天南星科。
- 小刺山柑（Capparis micracantha DC. var. henryi (Matsu.) Jacobs），山柑科
- 亨利氏鐵線蓮（Clematis henryi Oliv.），毛茛科
- 亨利馬唐（Digitaria henryi Rendle），禾本科
- 亨利氏伊立基藤（Erycibe henryi Prain），旋花科
- 阿里山珍珠蓮（Ficus sarmentosa Buch.-Ham. ex Sm. var. henryi (King ex Oliv.) Corner），桑科
- 台灣欒樹（Koelreuteria henryi Dummer，或稱苦苓舅[25]），無患子科
- 齒唇羊耳蒜（Liparis henryi Rolfe），蘭科
- 稀子蕨（Monachosorum henryi Christ），碗蕨科
- 高雄卷柏（Selaginella repanda (Desv. ex Poir) Spring），卷柏科，（異名：Selaginella henryi Koidz.）

## 其他

### 凱爾特復興
韓爾禮對於藝術、工藝品，以及凱爾特復興（Celtic Revival）有高度的興趣。他結識了詩人威廉·巴特勒·葉慈、羅索（AE），蕭伯納的妻子 Charlotte ，並熟識羅傑·凱斯門爵士（Sir Roger Casement）與羅勃·厄斯金·屈爾德斯（Robert Erskine Childers）之家人。

## 外部連結
- 愛爾蘭葛拉斯湼文植物園國立標本館（The National Herbarium at Glasnevin）：The Augustine Henry Forestry Herbarium 。2012-06-07 擷取。
- Botanic activities in China
- PlantExplorers.com （页面存档备份，存于） Augustine Henry。擷取於2012-06-07。
- 《Chinese Maritime Customs project》《中國海關近代史研究項目》 （页面存档备份，存于）。擷取於2012-06-16。